# Demeke Bekele
Demeke Bekele (27 ottobre 1965) è un ex mezzofondista e maratoneta etiope.

## Biografia
Nel 1986 ha vinto un bronzo individuale ed un oro a squadre ai Mondiali di corsa campestre, nella gara juniores, nella quale ha invece vinto un argento individuale ed un oro a squadre nel 1987. Sempre da juniores, nel 1988 è arrivato settimo a livello individuale ed ha vinto la medaglia d'argento a squadre. Nello stesso anno ha chiuso all'ottavo posto la gara dei 5000 m piani ai Mondiali juniores.
Nel 1989 ha partecipato al suo quarto Mondiale di corsa campestre consecutivo, il primo da seniores, piazzandosi novantasettesimo e vincendo una medaglia di bronzo a squadre. Nel 1992 ha invece partecipato ai Mondiali di mezza maratona, concludendo la gara in centocinquesima posizione.

## Palmarès
| Anno | Manifestazione             | Sede      | Evento         | Risultato | Prestazione | Note |
| ---- | -------------------------- | --------- | -------------- | --------- | ----------- | ---- |
| 1986 | Mondiali di cross          | Colombier | Corsa juniores | Bronzo    | 22'56"      |      |
| 1986 | Mondiali di cross          | Colombier | A squadre      | Oro       | 13 p.       |      |
| 1987 | Mondiali di cross          | Varsavia  | Corsa juniores | Argento   | 22'18"      |      |
| 1987 | Mondiali di cross          | Varsavia  | A squadre      | Oro       | 19 p.       |      |
| 1988 | Mondiali di cross          | Auckland  | Corsa juniores | 7º        | 24'17"      |      |
| 1988 | Mondiali di cross          | Auckland  | A squadre      | Argento   | 33 p.       |      |
| 1988 | Mondiali juniores          | Sudbury   | 5000 m piani   | 8º        | 14'20"12    |      |
| 1989 | Mondiali di cross          | Stavanger | Corsa seniores | 97º       | 42'56"      |      |
| 1989 | Mondiali di cross          | Stavanger | A squadre      | Bronzo    | 162 p.      |      |
| 1992 | Mondiali di mezza maratona | Newcastle | Individuale    | 84º       | 1h06'03"    |      |

## Altre competizioni internazionali
1995
- 8º alla Maratona di Losanna ( Losanna) - 2h22'01"
- 5º alla Greifenseelauf ( Uster) - 1h05'09"
- 17º alla Course de l'Escalade ( Ginevra), 9,08 km - 27'12"

1996
- 4º alla Maratona di Losanna ( Losanna) - 2h20'16"

1997
- 8º alla Maratona di Losanna ( Losanna) - 2h17'04"
- Bronzo alla Maratona del Ticino ( Tenero-Contra) - 2h19'44"
- 9º alla Baseler Stadtlauf ( Basilea), 9,2 km - 27'48"
- 16º alla Course de l'Escalade ( Ginevra), 9,08 km - 27'30"

1998
- 8º alla Maratona di Le Havre ( Le Havre) - 2h21'06"
- 17º al Grand Prix von Bern ( Berna), 10 miglia - 51'46"
- 18º alla Baseler Stadtlauf ( Basilea), 9,2 km - 28'28"
- 32º alla Course de l'Escalade ( Ginevra), 9,08 km - 28'12"

2001
- 4º alla Mezza maratona di Svitto ( Svitto) - 1h10'05"

2002
- 6º alla Mezza maratona di Beinwil am See ( Beinwil am See) - 1h08'39"
- 7º alla Hellebardenlauf ( Sempach), 17,4 km - 57'03"
- 17º al Grand Prix von Bern ( Berna), 10 miglia - 52'17"
- 4º alla Thuner Stadtlauf ( Thun) - 30'44"

2003
- 6º alla Hellebardenlauf ( Sempach), 17,4 km - 56'12"
- 13º alla Kerzerslauf ( Kerzers), 15 km - 48'11"
- Bronzo alla Hallwilerseelauf ( Beinwil am See), 6,9 km - 22'24"

2009
- 32º alla Mezza maratona di Beinwil am See ( Beinwil am See) - 1h18'58"